# Ready to Die (álbum de The Stooges)
Ready to Die es el quinto álbum de estudio de la banda de punk rock estadounidense Iggy and the Stooges, publicado el 30 de abril de 2013. Debutó en la posición No. 96 de la lista de éxitos Billboard 200.

## Lista de canciones
Todas las canciones escritas y compuestas por Iggy Pop y James Williamson. 
| N.º | Título             | Duración |  |
| 1.  | «Burn»             | 3:37     |  |
| 2.  | «Sex & Money»      | 3:18     |  |
| 3.  | «Job»              | 3:05     |  |
| 4.  | «Gun»              | 3:07     |  |
| 5.  | «Unfriendly World» | 3:46     |  |
| 6.  | «Ready to Die»     | 3:06     |  |
| 7.  | «DD's»             | 3:12     |  |
| 8.  | «Dirty Deal»       | 3:42     |  |
| 9.  | «Beat That Guy»    | 3:15     |  |
| 10. | «The Departed»     | 4:36     |  |

## Créditos
The Stooges
- Iggy Pop – voz
- Scott Asheton – batería
- Mike Watt – bajo
- James Williamson – guitarra
- Steve Mackay – saxofón